# Eupackardia digueti
Eupackardia digueti är en fjärilsart som beskrevs av Eugène Louis Bouvier 1936. Eupackardia digueti ingår i släktet Eupackardia och familjen påfågelsspinnare. Inga underarter finns listade i Catalogue of Life.

## Bildgalleri

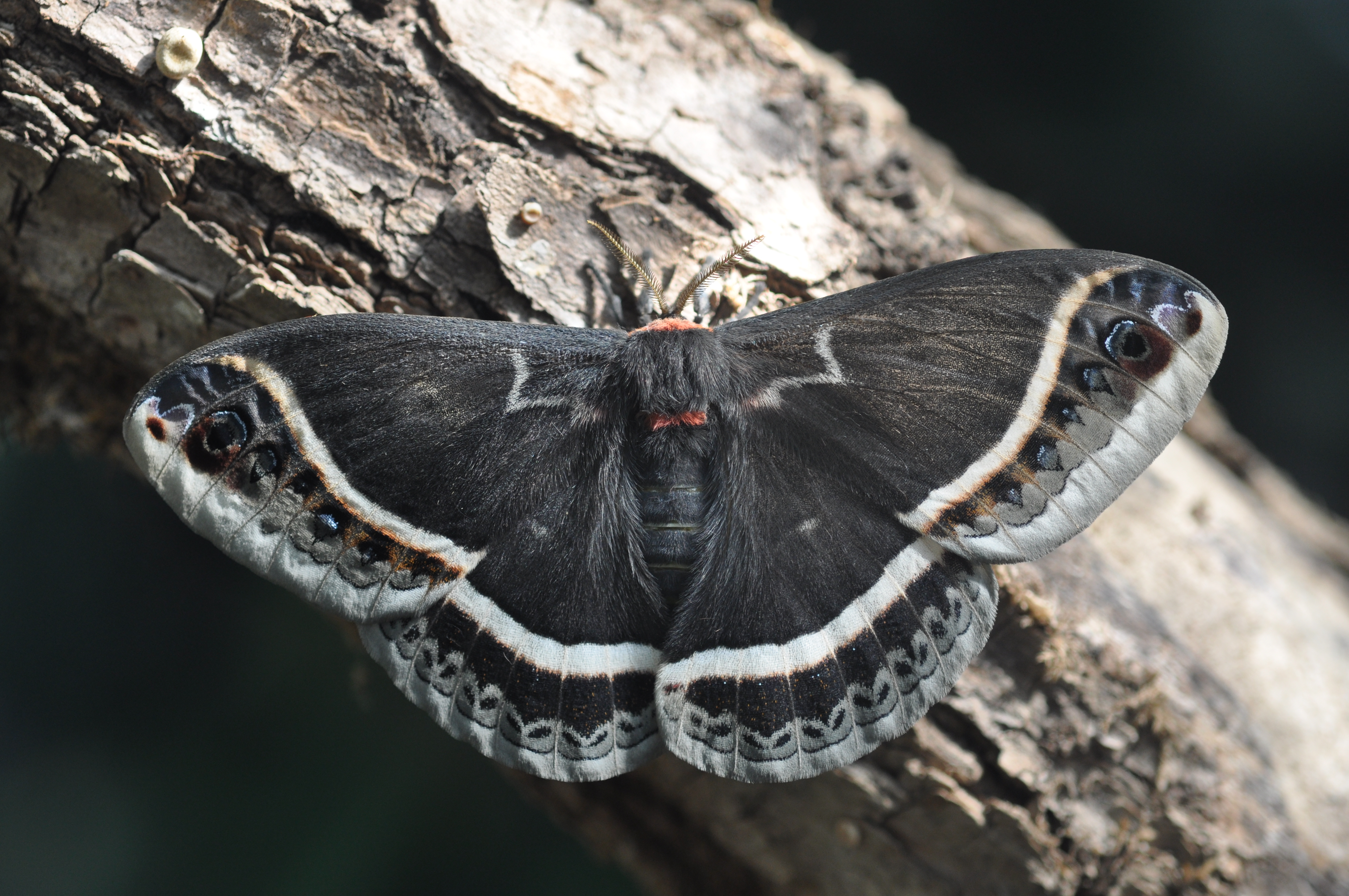